# Krîmka, Pervomaisk
Krîmka (în ucraineană Кримка) este localitatea de reședință a comunei Krîmka din raionul Pervomaisk, regiunea Mîkolaiiv, Ucraina.

## Demografie
Componența lingvistică a localității Krîmka
     Ucraineană (94,85%)
     Rusă (4,57%)
     Alte limbi (0,5%)
Conform recensământului din 2001, majoritatea populației localității Krîmka era vorbitoare de ucraineană (94,85%), existând în minoritate și vorbitori de rusă (4,57%).